# Lieurey
Lieurey é uma comuna francesa na região administrativa da Normandia, no departamento de Eure. A comuna estende-se por uma área de 18,33 km². Em 2010 a comuna tinha 1 478 habitantes (densidade: 80,6 hab./km²).